# Gerard
Gerard – imię męskie pochodzenia germańskiego. Wywodzi się od słów oznaczających „oszczep”, „silny” lub „odważny”.
Forma Kai funkcjonująca w Niemczech jest prawdopodobnie fryzyjskim dziecięcym spieszczeniem Gerarda.
Gerard imieniny obchodzi: 30 stycznia, 12 lutego, 23 kwietnia, 13 maja, 13 czerwca, 24 września, 3 października, 16 października, 30 października, 24 listopada i 29 grudnia.
Znane osoby noszące imię Gerard:
- św. Gerard (Gellert) – święty Kościoła katolickiego, biskup węgierski, zamordowany w 1046
- św. Gerard Majella – (1725–1755) święty Kościoła katolickiego, redemptorysta
- Gerard → papież Wiktor II
- Gerard (zm. 1360) – hrabia Bergu
- Gerard – hrabia Boulogne
- Gerard (zm. 1461) – hrabia Mark
- Gerard – kardynał
- Gerard – książę Jülich i Bergu
- Gerard van der Aa (zm. 1586) – holenderski polityk
- Gerhard Berger (ur. 1959) – austriacki kierowca Formuły 1
- Gerard Bernacki (ur. 1942) – biskup pomocniczy archidiecezji katowickiej
- Gerard Butler (ur. 1969) – szkocki aktor
- Gerard Cieślik (1927–2013) – polski piłkarz
- Gerard Ciołek (1909–1966) – polski architekt ogrodów i krajobrazu
- Gerard Czaja (ur. 1940) – polski działacz spółdzielczy i polityczny
- Gerard David (1450–1523) – niderlandzki malarz
- Gérard Debreu (1921-2004) – amerykański ekonomista, noblista
- Gérard Depardieu (ur. 1948) – francuski aktor
- Gérard Desargues (1591–1661) – francuski matematyk i architekt
- Gerhard Domagk (1895–1964) – niemiecki lekarz, naukowiec, noblista
- Gerhard Gentzen (1909–1945) – niemiecki matematyk
- Wilhelm Gerhard Gehring (1901–1948) – niemiecki zbrodniarz hitlerowski
- Gérard Grisey (1946–1998) – francuski kompozytor
- Gerhard Herzberg (1904–1999) – chemik kanadyjski pochodzenia niemieckiego, noblista
- Gerhard Hirschfelder (1907–1942) – błogosławiony, niemiecki ksiądz, przeciwnik narodowego socjalizmu, zginął w KL Dachau
- Gerard Manley Hopkins (1844–1889) – angielski poeta katolicki
- Gerhard Klopfer (1905–1987) – wysoki funkcjonariusz NSDAP
- Gerard Kuiper (1905–1973) – amerykański astronom
- Gerard Kusz (ur. 1939) – polski biskup
- Gerard Labuda (1916–2010) – polski historyk
- Gerard Langner (ur. 1943) – polski hokeista
- Gerard López (ur. 1979) – hiszpański piłkarz
- Gerard Pierre-Charles (1936–2004) – haitański polityk
- Gérard de Ridefort (zm. 1189) – wielki mistrz zakonu templariuszy
- Gerhard von Scharnhorst (1755–1813) – pruski generał, teoretyk wojskowości
- Gerhard Schröder (polityk CDU) (1910–1989) – niemiecki polityk, minister spraw zagranicznych
- Gerhard Schröder (ur. 1944) – niemiecki polityk, kanclerz RFN
- Gerard Wodarz (1913–1982) – piłkarz, reprezentant Polski
- Gerard Way (ur. 1977) – wokalista zespołu My Chemical Romance
- Gerard Zalewski (ur. 1932) – polski reżyser filmowy
- Joseph Gerhard Zuccarini (1797–1848) – niemiecki botanik

Osoby noszące nazwisko Gerhard:
- Gil Gerard (ur. 1943) – amerykański aktor,
- Jan Gerhard (1921–1971) – polski pisarz, dziennikarz i publicysta
- bł. Józef Gerard (1831–1914) – błogosławiony, misjonarz Lesotho; Oblat Maryi Niepokalanej
- Steven Gerrard (ur. 1980) – angielski piłkarz

Zobacz też:
- Gérard
- Gerard I
- Gerard II
- Gerard III